# Charles Rosher
Charles Rosher (Londres, 17 de novembro de 1885 — Lisboa, 15 de janeiro de 1974) foi um diretor de fotografia inglês, que trabalhou desde os primórdios do cinema mudo até os anos 1950, sendo por duas vezes premiado com o Oscar. Faleceu aos 88 anos. 

## Oscars
- 1929 - Sunrise: A Song of Two Humans (Aurora) - Oscar de melhor fotografia
- 1947 - The Yearling (Virtude Selvagem) - Oscar de melhor fotografia